# El Sabino, Santiago Yosondúa
El Sabino är en ort i Mexiko.   Den ligger i kommunen Santiago Yosondúa och delstaten Oaxaca, i den sydöstra delen av landet, 300 km sydost om huvudstaden Mexico City. El Sabino ligger 2 340 meter över havet och antalet invånare är 131.
Terrängen runt El Sabino är bergig åt sydost, men åt nordväst är den kuperad. Runt El Sabino är det ganska glesbefolkat, med 30 invånare per kvadratkilometer. Närmaste större samhälle är Villa Chalcatongo de Hidalgo, 14,6 km norr om El Sabino. I omgivningarna runt El Sabino växer i huvudsak blandskog.